# Inland (Nebraska)
Inland es un lugar designado por el censo ubicado en el condado de Clay en el estado estadounidense de Nebraska. En el Censo de 2010 tenía una población de 62 habitantes y una densidad poblacional de 141,65 personas por km².

## Geografía
Inland se encuentra ubicado en las coordenadas 40°35′43″N 98°13′24″O / 40.59528, -98.22333. Según la Oficina del Censo de los Estados Unidos, Inland tiene una superficie total de 0.44 km², de la cual 0.44 km² corresponden a tierra firme y (0%) 0 km² es agua.

## Demografía
Según el censo de 2010, había 62 personas residiendo en Inland. La densidad de población era de 141,65 hab./km². De los 62 habitantes, Inland estaba compuesto por el 98.39 % blancos, el 0 % eran afroamericanos, el 0 % eran amerindios, el 0 % eran asiáticos, el 0 % eran isleños del Pacífico, el 1.61 % eran de otras razas y el 0 % pertenecían a dos o más razas. Del total de la población el 4.84 % eran hispanos o latinos de cualquier raza.